# 柳鑫宇
柳鑫宇（1994年10月16日—）是一名中国花样滑冰冰舞项目运动员。他和他的舞伴王诗玥一起，获得过2017年亚冬会冰舞项目冠军。
2017年，王诗玥和柳鑫宇在芬兰赫尔辛基举行的世界花样滑冰锦标赛上排名第十六位，此成绩帮助中国队在2018年冬季奥林匹克运动会花样滑冰冰舞项目上获得一个参赛席位。

## 争议事件
2024年2月20日，柳鑫宇的Instagram账号发布大量内容，自称強姦未成年人、貪汙國家隊經費用于约炮、賄賂裁判員、出軌、吸食大麻，并称将曝光国家队和吉林省的相关黑幕信息。随后该Instagram账号转为私密。网民对此爆料内容高度关注，并呼吁中国花样滑冰协会彻查事件。
数小时后，柳鑫宇的搭档王诗玥微博账号发文称柳鑫宇Instagram账号被盗，并称已报警处理。随后自称是柳鑫宇本人的发布者借用王诗玥微博账号再回应，称其本人微博无法登陆，表示Instagram被盗，发布的信息不实，并表示已报警处理。吉林省體育局表示已经关注此事，多部门已介入核查。